# Агафія Святославна
Ага́фія Святосла́вна (між 1190 та 1195 — 2 червня 1248) — княгиня мазовецька з династії Рюриковичів (з гілки чернігівських Ольговичів).
Онука великого князя київського Рюрика Ростиславича. Прабабця польського короля Казимира.

## Біографія
Донька волинського князя Святослава Ігоровича та княгині Ярославни Рюриківни. Дружина Мазовецького князя Конрада I.
Між 1207 та 1210 прибула до Польщі й взяла шлюб з Конрадом I.  

## Родина
Чоловік — Конрад I Мазовецький
Діти:
- Болеслав I Мазовецький (1210—1248) — князь Мазовецький (1247—1248)
- Казимир I Куявський (1210/1213—1267) — князь Куявський (1247—1267)
- Земовит І (1213—1262) — князь Мазовецький (1248—1262)
- Євдоксія (1215—1240) — дружина графа Дітриха I фон Брена
- Людмила (до 1225—?)
- Земомысл (1216/1228—1241)
- Соломія (1220/1225—1268) — черниця
- Юдита (1222/1227—1257/1263) — дружина Мешка II Опольського, пізніше - Генриха III Вроцлавського
- Дубравка (бл. 1230—1265)
- Мешко (1235—у дитинстві)